# Ptychamalia ligys
Ptychamalia ligys là một loài bướm đêm trong họ Geometridae.